# Las-Palmas-Gletscher
Der Las-Palmas-Gletscher (spanisch Lóbulo Las Palmas) ist ein Gletscher auf der Livingston-Insel im Archipel der Südlichen Shetlandinseln. Er fließt vom Hurd Dome in westnordwestlicher Richtung und mündet in die Las Palmas Cove, eine Nebenbucht der South Bay.
Die Benennung des Gletschers erfolgte etwa 1998. Namensgeber ist das Forschungsschiff Las Palmas, das zwischen 1988 und 1991 bei der Versorgung der spanischen Juan-Carlos-I.-Station auf der Hurd-Halbinsel im Einsatz war.